# Hagbert Meuller
Hagbert Meuller, född 22 oktober 1906 i Algutsboda församling, Kronobergs län, död 15 april 1983 i Skepparslövs församling, Kristianstads län, var en svensk kantor.

## Biografi
Hagbert Meuller föddes 1906 i Algutsboda socken. Han var son till Axel A. Meuller och Edith Johansson. Meuller avlade 1927 kyrkosångsexamen och folkskollärarexamen i Växjö. Han blev 1928 organist och folkskollärare i Äspereds församling. Meuller avlade 1941 kantorsexamen och organistexamen i Kalmar. Han blev 1942 organist och folkskollärare i Skepparslövs församling.

## Utmärkelser
- Hedersledamot av Sveriges körförbund.[4]
- 1975 - Guldmedaljen Musica Sacra.

## Kompositioner
- Din Gud är nu konung, skriven tillsammans med Gustaf Carlman.